# 978

## Догађаји
- Битка код Панкалеје: Побуњеничке снаге под вођством генерала Варде Склира су поражене од стране византијске војске лојалне цару Василију II, којом је командовао генерал Варда Фока (Млађи), у близини Панкалеје (данашњи Хисаркеј). Фока поново групише своје снаге и наставља свој марш на исток, одвлачећи Склира од Цариграда.
- Рат три Хенрија: цар Отон II уз подршку свог нећака Отона I, војводе од Баварске и Корушке, напада Пасау, где су се окупили побуњеници. У септембру се град предаје због Отонове опсадне тактике, која укључује мост од чамаца. Завршетак побуне Хајнриха II против Отона II.
- Цар Отон II је казнио тројицу устаника у Магдебургу. Хајнриху II одузимају сву своју имовину и затварају га у притвор бискупа Фолкмара од Утрехта. Друга два: Хенри III (Млађи) губи своје војводство од Отона I и Хенри I, бискуп Аугсбурга, бива ухапшен и затворен у опатији Верден (Немачка).
- Алманзор, дворски службеник и регент Кордобе, постаје коморник (хаџиб) и преузима власт од 13-годишњег калифа Хишама II. Током своје владавине, Алманзор ће вршити снажан утицај на Субх (Хишамову мајку) и водити успешне кампање против хришћанских краљевстава у северној Шпанији.
- Мјешко I, војвода и принц Пољске, отима Оду од Халденслебена из манастира Калбе (Саксонија-Анхалт) и жени се њоме. Она постаје Мјешкова друга супруга и војвоткиња од Полана.
- Пандулф I (Иронхеад), лангобардски принц, припаја Кнежевину Салерно својим доменима. По први пут су лангобардска војводства Беневенто, Капуа, Салерно и Сполето-Камерино уједињена под једним владаром.
- Пјетро I Орсеоло, дужд Венеције, бежи из Венеције и путује у бенедиктинску опатију Мишел де Кукса (Јужна Француска). Наследио га је Витале Кандијано као дужд Венеције.
- Владимир I (Велики), велики кнез Кијева, враћа се из Норвешке са војском Варјага најамника и поново заузима Новгород. На путу за Кијев, он креће против снага свог брата Јарополка I.
- 18. март – Краљ Едвард II (мученик) је убијен у замку Корф (Дорсетшир) по наређењу своје маћехе Елфтрит (или Елфриде). Наслеђује га његов полубрат Етелред II (Неспремни) који постаје краљ Енглеске. Током своје владавине Етхелред покушава да сачува своје царство од освајања данских Викинга.
- 3. јун – Чен Хонгђин, Јиедусхи из округа Пингхаи, предаје своје територије и заклиње се на верност династији Сунг.
- 9. јун – Краљ Киан Чу предаје своје територије и заклиње се на верност династији Сунг, спасавајући свој народ од рата и економског уништења. Киан Чу остаје владар и премешта 3.000 чланова свог домаћинства у Бианџинг (данашњи Каифенг). Вуиуе је апсорбован у династију Сунг, чиме је ефективно окончано краљевство.

### Март
- 18. март — Енглески краљ Едвард II Мученик је убијен по наређењу своје маћехе Елфриде; наслеђује га његов полубрат Етелред Неспремни.

## Смрти
- 18. март — Едвард II Мученик, краљ Енглеске